# Jeroni Amengual Oliver
Jeroni Amengual Oliver (Palma, 1878-1946), llicenciat en filosofia i lletres, fou un periodista, empresari i promotor cultural. Propietari i director del diari La Almudaina, càrrec en el que succeí a Miquel dels Sants Oliver l'any 1904. i que mantingué fins a la seva mort el 27 d'Agost de 1946. Fou també l'editor i director de la revista Vida Isleña entre 1912 i 1913. Crític i promotor d'activitats teatrals i musicals, des del Teatre Principal i el Salón Mallorca que va regentar, va impulsar el teatre regional. Signà sovint les seves cròniques amb el pseudònim de Porfiro és també autor d'algunes obres signades amb el pseudònim Calabruix. Regionalista i conservador, va patir com a director de La Almudaina la censura i les pressions econòmiques que el règim franquista imposava als mitjans de comunicació. Va ser també president de la Societat econòmica d'amics del Pais. Té un carrer al seu nom a la Ciutat de Palma.